# Sheykh ol Eslām
Sheykh ol Eslām (persiska: كوخ شِيخ الاِسلام, شیخ الاسلام, Kūkh Sheykh ol Eslām) är en ort i Iran.   Den ligger i provinsen Kurdistan, i den nordvästra delen av landet, 500 km väster om huvudstaden Teheran. Sheykh ol Eslām ligger 1 545 meter över havet och antalet invånare är 167.
Terrängen runt Sheykh ol Eslām är kuperad.Runt Sheykh ol Eslām är det ganska tätbefolkat, med 93 invånare per kvadratkilometer. Närmaste större samhälle är Bāneh, 3,5 km nordost om Sheykh ol Eslām. Trakten runt Sheykh ol Eslām består i huvudsak av gräsmarker.